# San Mateo County
Das San Mateo County ist ein County des US-Bundesstaats Kalifornien im Gebiet der Bucht von San Francisco.
Der Verwaltungssitz (County Seat) ist Redwood City, die größte Stadt San Mateo.

## Geographie
Das County erstreckt sich auf einer Fläche von 1919 Quadratkilometer. Es umfasst den größten Teil der Halbinsel von San Francisco südlich von San Francisco und nördlich des Santa Clara County. Der Internationale Flughafen von San Francisco befindet sich im nördlichen Teil des Countys, und das Silicon Valley beginnt im südlichen Teil. Im äußersten Süden des County liegt die Insel Año Nuevo Island.

## Geschichte

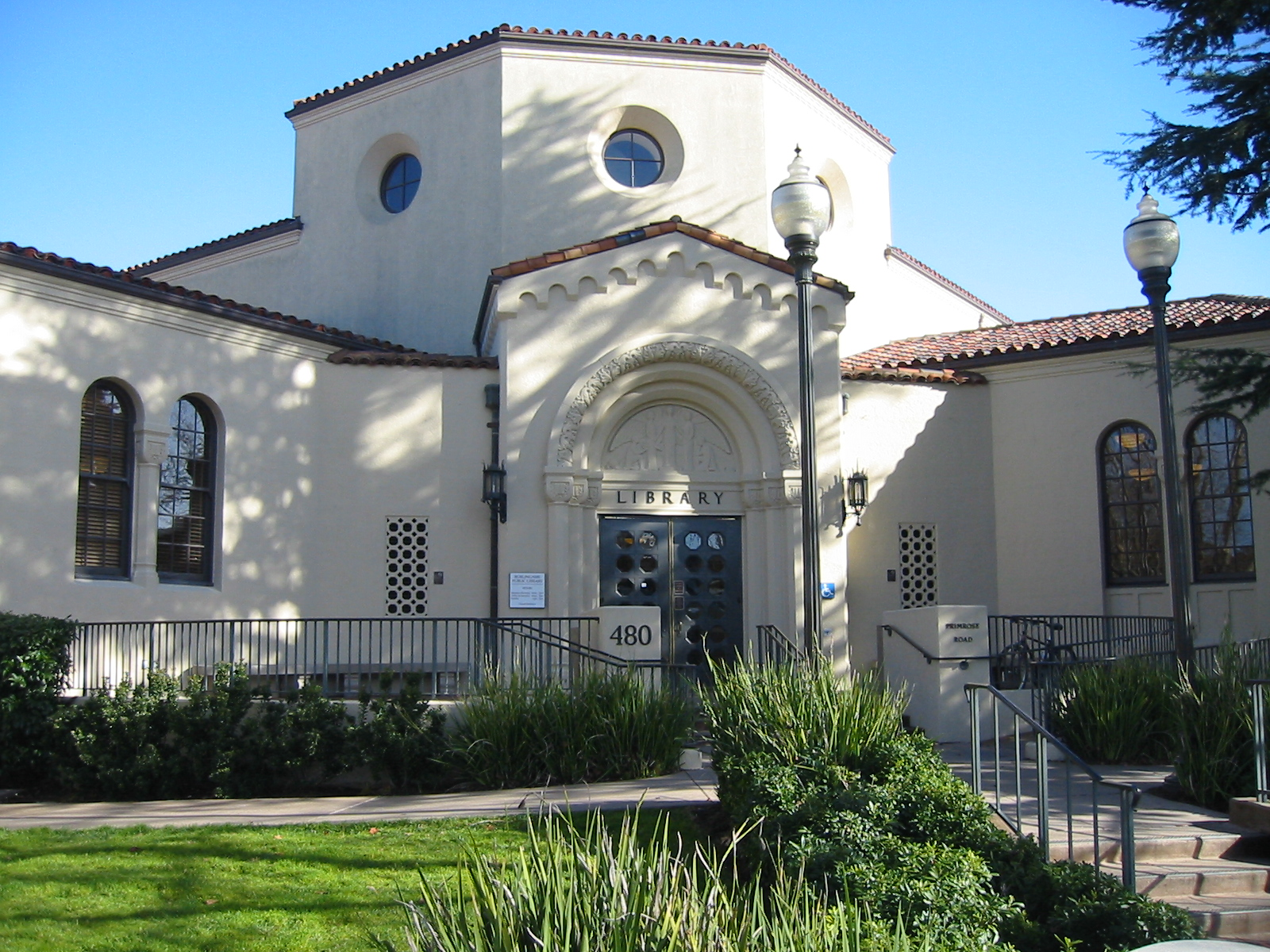
Burlingame Bibliothek

Der San Mateo County wurde 1856 aus Teilen des San Francisco County gebildet. Benannt wurde es nach dem Heiligen Matthäus. Als Ortsname taucht St. Matthew erstmals 1776 auf. Bis 1850 findet sich als Ortsbezeichnung San Matheo.
In der Stadt Burlingame des San Mateo County befindet sich die öffentliche Burlingame-Bibliothek. Sie wurde von der etablierten städtischen Verordnung am 11. Oktober 1909 gegründet. Nach dem Loma-Prieta-Erdbeben 1989 genehmigte die Stadt die Ausgabe von Anleihen zur Rekonstruktion. Die Bibliothek hat für ihre Architektur Preise gewonnen und wurde im Library Journal vorgestellt.
Im San Mateo County liegen zwei National Historic Landmarks, die Ralston Hall und die San Francisco Bay Discovery Site, die an den Entdecker Gaspar de Portolà erinnert. Insgesamt sind 52 Bauwerke und Stätten des Countys im National Register of Historic Places eingetragen.

## Demografische Daten
Nach der Volkszählung im Jahr 2000 lebten im San Mateo County 707.161 Menschen. Es gab 254.103 Haushalte und 171.265 Familien. Die Bevölkerungsdichte betrug 608 Einwohner pro Quadratkilometer. Ethnisch betrachtet setzte sich die Bevölkerung zusammen aus 59,49 % Weißen, 3,51 % Afroamerikanern, 0,44 % amerikanischen Ureinwohnern, 20,04 % Asiaten, 1,33 % Bewohnern aus dem pazifischen Inselraum und 10,17 % aus anderen ethnischen Gruppen; 5,02 % stammten von zwei oder mehr ethnischen Gruppen ab. 21,88 % der Bevölkerung waren spanischer oder lateinamerikanischer Abstammung.
Von den 254.103 Haushalten hatten 31,10 % Kinder und Jugendliche unter 18 Jahre, die bei ihnen lebten. 53,00 % waren verheiratete, zusammenlebende Paare, 10,10 % waren allein erziehende Mütter. 32,60 % waren keine Familien. 24,60 % waren Singlehaushalte und in 8,40 % lebten Menschen im Alter von 65 Jahren oder darüber. Die Durchschnittshaushaltsgröße betrug 2,74 und die durchschnittliche Familiengröße lag bei 3,29 Personen.
Auf das gesamte County bezogen setzte sich die Bevölkerung zusammen aus 22,90 % Einwohnern unter 18 Jahren, 7,90 % zwischen 18 und 24 Jahren, 33,20 % zwischen 25 und 44 Jahren, 23,50 % zwischen 45 und 64 Jahren und 12,50 % waren 65 Jahre alt oder darüber. Das Durchschnittsalter betrug 37 Jahre. Auf 100 weibliche Personen kamen 97,80 männliche Personen, auf 100 Frauen im Alter ab 18 Jahren kamen statistisch 95,60 Männer.
Das jährliche Durchschnittseinkommen eines Haushalts betrug 70.819 USD, das Durchschnittseinkommen der Familien betrug 80.737 USD. Männer hatten ein Durchschnittseinkommen von 51.342 USD, Frauen 40.383 USD. Das Prokopfeinkommen betrug 36.045 USD. 5,80 % Prozent der Bevölkerung und 3,50 % der Familien lebten unterhalb der Armutsgrenze. 6,00 % davon waren unter 18 Jahre und 5,10 % waren 65 Jahre oder älter.

## Orte im County

### Citys
- Belmont
- Brisbane
- Burlingame
- Daly City
- East Palo Alto
- Foster City
- Half Moon Bay
- Menlo Park
- Millbrae
- Pacifica
- Portola Valley
- Redwood City (County Seat)
- San Bruno
- San Carlos
- San Mateo
- South San Francisco

### Towns
- Atherton
- Colma
- Hillsborough
- Portola Valley
- Woodside

### CDPs
- Baywood Park
- Broadmoor
- El Granada
- Emerald Lake Hills
- Highlands
- Ladera
- La Honda
- Loma Mar
- Montara
- Moss Beach
- North Fair Oaks
- Pescadero
- West Menlo Park